# Rogier Jongejans
Rogier Jongejans (Wormerveer, 18 september 1979) is een Nederlands autocoureur.

## Biografie
Hij begon op zijn achttiende met karten en maakte een jaar later zijn debuut in de autosport; de eerste twee seizoenen reed hij in de Formula Arcobaleno-klasse. Sinds 2002 kwam hij uit in de Nederlandse Formule Ford-klasse.
Van 2000 tot en met 2004 reed Jongejans voor Mason Motorsport, naast Michael Mason. Van 2005 tot 2007 was Jongejans teamgenoot van Simon Knap bij KTG Racing. Na achtereenvolgens in 2008 voor Vuik Racing en 2009 voor ACS racing te hebben gereden, maakt hij in 2010 de overstap naar Geva Racing. Onder leiding van Gert Valkenburg rijdt hij dat jaar naast Pieter Schothorst en Jack Swinkels. Geva Racing heeft in het verleden veel Formule Ford kampioenen voortgebracht.
In 2010 wordt Jongejans Nederlands Kampioen en Benelux Kampioen Formule Ford in zijn Mygale-chassis uit 2008 met Duratec-motor. Met het behalen van het Formule Ford kampioenschap schaarde hij zich in het rijtje van onder anderen Jeroen Bleekemolen, Tom Coronel en Melroy Heemskerk.
Momenteel heeft hij zich toegelegd op het uitbouwen van zijn eigen uitvoerdersbedrijf (Jongejans Project Management).

## Resultaten
| Seizoen | Eindstand NK | Eindstand Benelux | Podiums | Overwinningen | Pole Positions | Snelste Raceronde | Klasse/Motor       | Team             |
| ------- | ------------ | ----------------- | ------- | ------------- | -------------- | ----------------- | ------------------ | ---------------- |
| 2010    | 1            | 1                 | 11      | 7             | 9              | 4                 | Duratec            | Geva Racing      |
| 2009    | 6            |                   | 2       |               |                |                   | Duratec            | ACS Racing       |
| 2008    | 4            |                   | 6       |               |                | 1                 | Duratec            | Vuik Racing      |
| 2007    | 3            | 3                 | 9       |               |                | 6                 | Duratec            | KTG Racing       |
| 2006    | 9            | 4                 | 3       |               |                |                   | Zetec              | KTG Racing       |
| 2005    | 2            | 2                 | 7       |               |                |                   | Zetec              | KTG Racing       |
| 2004    | 3            | 4                 | 6       |               | 1              |                   | First Division     | Mason Motorsport |
| 2003    | 6            | 3                 | 5       |               |                |                   | First Division     | Mason Motorsport |
| 2002    | 6            | 5                 | 1       |               |                | 1                 | First Division     | Mason Motorsport |
| 2001    | n/a          | n/a               | n/a     | n/a           | n/a            | n/a               | Formula Arcobaleno | Mason Motorsport |
| 2000    | n/a          | n/a               | n/a     | n/a           | n/a            | n/a               | Formula Arcobaleno | Mason Motorsport |